# Bornsen (Jübar)
Bornsen ist ein Ortsteil von Jübar im Altmarkkreis Salzwedel in Sachsen-Anhalt.

## Geographie
Das Dorf Bornsen liegt 22 Kilometer südwestlich der Kreisstadt Salzwedel in der Altmark und 12 Kilometer östlich des niedersächsischen Wittingen. Im Westen des Dorfes fließt der Bornsener Bach, der nördlich von Dankensen auf den Molmker Bach trifft. Im Süden liegen der etwa 94 Meter hohe Petersberg und der etwa 105 Meter hohe Wolfsberg.
Nachbarorte sind Drebenstedt im Nordwesten, Dankensen im Norden, Wüllmersen im Nordosten und Jübar im Süden.

## Geschichte

### Mittelalter bis Neuzeit
Der Ort war ursprünglich ein Rundplatzdorf, das sich später zu einer Streusiedlung entwickelte.
Das heutige Dorf Bornsen wurde 1375 erstmals urkundlich als Bornsen im Landbuch der Mark Brandenburg genannt und gehörte dem Kloster Diesdorf. Weitere Nennungen sind 1406 Bornsen, 1458 dath dorp Borntzen, 1541 Borsige, 1542 Bornenßen, 1687 Bornsen und 1804 Bornsen.
Die historische Bevölkerung von Bornsen ist für die Jahre 1674 bis 1814 in einem Ortsfamilienbuch dokumentiert.
Der Straßenname „Am Kunststeinwerk“ erinnert an die Firma „Kunststeinwerk Bornsen (Altmark), Otto Melzian“, die in den 1920er Jahren gegründet worden war, 1945 demontiert und 1949 enteignet wurde. Otto Melzian hatte das Werk 1946 in Uetze als Betonsteinwerk Otto Melzian neu aufgebaut. 1992 entstand die „Kunststeinwerk Bornsen GmbH“, die im Jahr 2009 aus dem Handelsregister gelöscht wurde.
Im Jahre 1953 wurde in Jübar die erste Landwirtschaftliche Produktionsgenossenschaft vom Typ III, die LPG „Die Bewährung“ gebildet. Die LPG Tierproduktion „Eichengrund“ wurde 1975 aus den LPGs „Eichengrund“ in Wüllmersen, „Bewährung“ in Bornsen und der LPG vom Typ I „Altmarkland“ in Wüllmersen gebildet, zu der 1986 eine Milchviehanlage Bornsen gehörte. Die LPG wurde 1992 in die „Milch-, Fleisch- und Agrarprodukte eG“ umgewandelt.

### Ersterwähnung 1178
Der Historiker Peter P. Rohrlach weist darauf hin, dass ein angeblich 1178 genanntes Borrensin nichts mit Bornsen zu tun hat, wie von Hermes und Weigelt beschrieben, die sich wohl auf Riedel beziehen, der selbst keine Quelle anführt.

### Archäologie

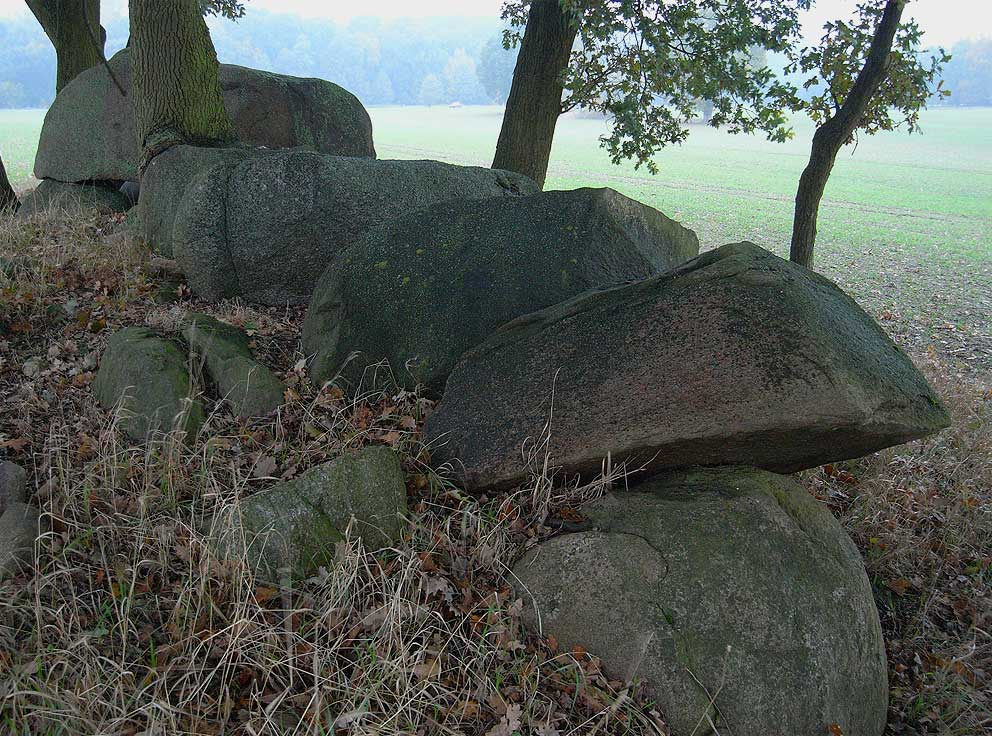
Großsteingrab 1 bei Bornsen

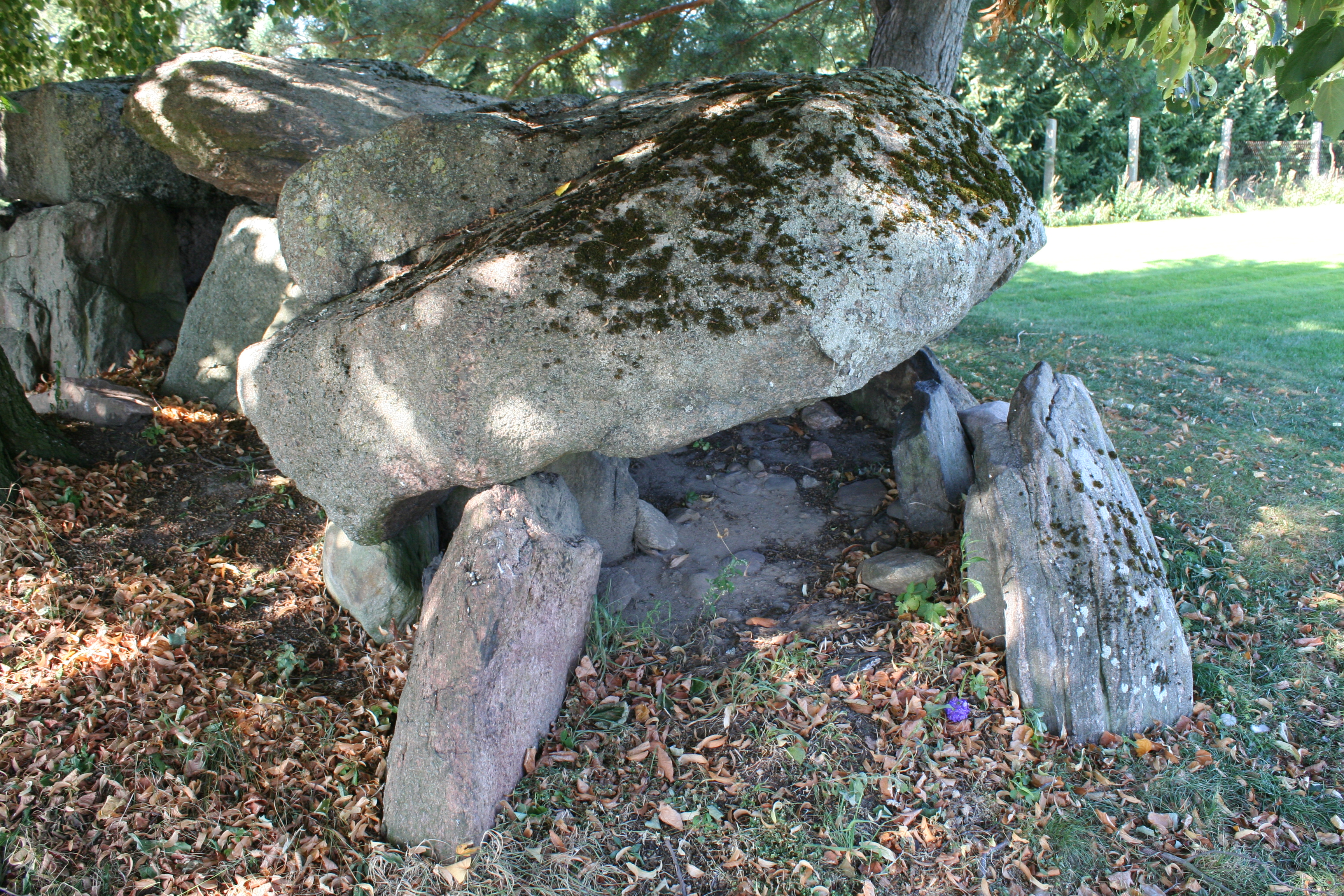
Großsteingrab 2 bei Bornsen

Im Jahr 1843 wurden die Großsteingräber bei Bornsen von Johann Friedrich Danneil erstmals ausführlich beschrieben.
1937 ist westlich der Windmühle an der Straße Bornsen-Wüllmersen ein Körpergräberfeld aus dem 9. Jahrhundert freigelegt worden. Eine stark korrodierte Brosche mit nicht mehr erkennbarem Münzbild wurde an das Danneil-Museum in Salzwedel übergeben.

### Herkunft des Ortsnamens
Heinrich Sültmann erkennt in 1375 bornsen, 1380 borntzen den deutschen Namen „born-hausen“ für „Quellhaus, Haus an der Ouelle“. Südlich vom Dorf entspringt ein Bach, von diesem Born (Spring) hat das Dorf seinen Namen.

### Eingemeindungen
Bornsen gehörte ursprünglich zum Salzwedelischen Kreis der Mark Brandenburg in der Altmark. Von 1807 bis 1813 lag es im Kanton Diesdorf auf dem Territorium des napoleonischen Königreichs Westphalen. Nach weiteren Änderungen kam es 1816 in den Kreis Salzwedel, den späteren Landkreis Salzwedel im Regierungsbezirk Magdeburg in der Provinz Sachsen in Preußen.
Am 20. Juli 1950 wurde die bis dahin eigenständige Gemeinde Drebenstedt aus dem Landkreis Salzwedel in die Gemeinde Bornsen eingemeindet. Am 25. Juli 1952 kam die Gemeinde Bornsen zum Kreis Salzwedel, am 1. Juli 1994 dann zum heutigen Altmarkkreis Salzwedel.
Bis Ende 2009 gehörte die Gemeinde Bornsen mit dem Ortsteil Drebenstedt der Verwaltungsgemeinschaft Beetzendorf-Diesdorf an.
Durch einen Gebietsänderungsvertrag beschlossen die Gemeinderäte der Gemeinden Bornsen (am 25. Mai 2009), Hanum (am 3. Juni 2009), Jübar (am 3. Juni 2009), Lüdelsen (am 13. Mai 2009) und Nettgau (am 4. Juni 2009), dass ihre Gemeinden aufgelöst und zu einer neuen Gemeinde mit dem Namen Jübar vereinigt werden. Dieser Vertrag wurde vom Landkreis als unterer Kommunalaufsichtsbehörde genehmigt und trat am 1. Januar 2010 in Kraft.
Damit ist Bornsen seit dem 1. Januar 2010 ein Ortsteil von Jübar.

### Einwohnerentwicklung
| Jahr | Einwohner |
| ---- | --------- |
| 1734 | 45        |
| 1774 | 59        |
| 1789 | 58        |
| 1798 | 44        |
| 1801 | 43        |
| 1818 | 60        |

| Jahr | Einwohner |
| ---- | --------- |
| 1840 | 100       |
| 1864 | 111       |
| 1871 | 119       |
| 1885 | 144       |
| 1892 | [00]136   |
| 1895 | 158       |

| Jahr | Einwohner |
| ---- | --------- |
| 1900 | [00]164   |
| 1905 | 167       |
| 1910 | [00]180   |
| 1925 | 194       |
| 1939 | 279       |
| 1946 | 425       |

| Jahr | Einwohner |
| ---- | --------- |
| 1964 | 491       |
| 1971 | 462       |
| 1981 | 471       |
| 1993 | 464       |
| 2006 | 350       |
| 2008 | 348       |

| Jahr | Einwohner |
| ---- | --------- |
| 2015 | [00]216   |
| 2018 | [00]218   |
| 2020 | [00]206   |
| 2021 | [00]203   |
| 2022 | [00]204   |
| 2023 | [0]201    |

Quelle, wenn nicht angegeben, bis 2006:

## Religion
Die evangelischen Christen aus Bornsen sind in die Kirchengemeinde Jübar eingepfarrt, die früher zur Pfarrei Jübar gehörte, und die heute betreut wird vom Pfarrbereich Diesdorf des Kirchenkreises Salzwedel im Bischofssprengel Magdeburg der Evangelischen Kirche in Mitteldeutschland.
Die katholischen Christen gehören zur Pfarrei St. Hildegard in Gardelegen im Dekanat Stendal im Bistum Magdeburg.

## Politik

### Bürgermeister
Letzte Bürgermeisterin von Bornsen war Sabine Munter.

## Kultur und Sehenswürdigkeiten

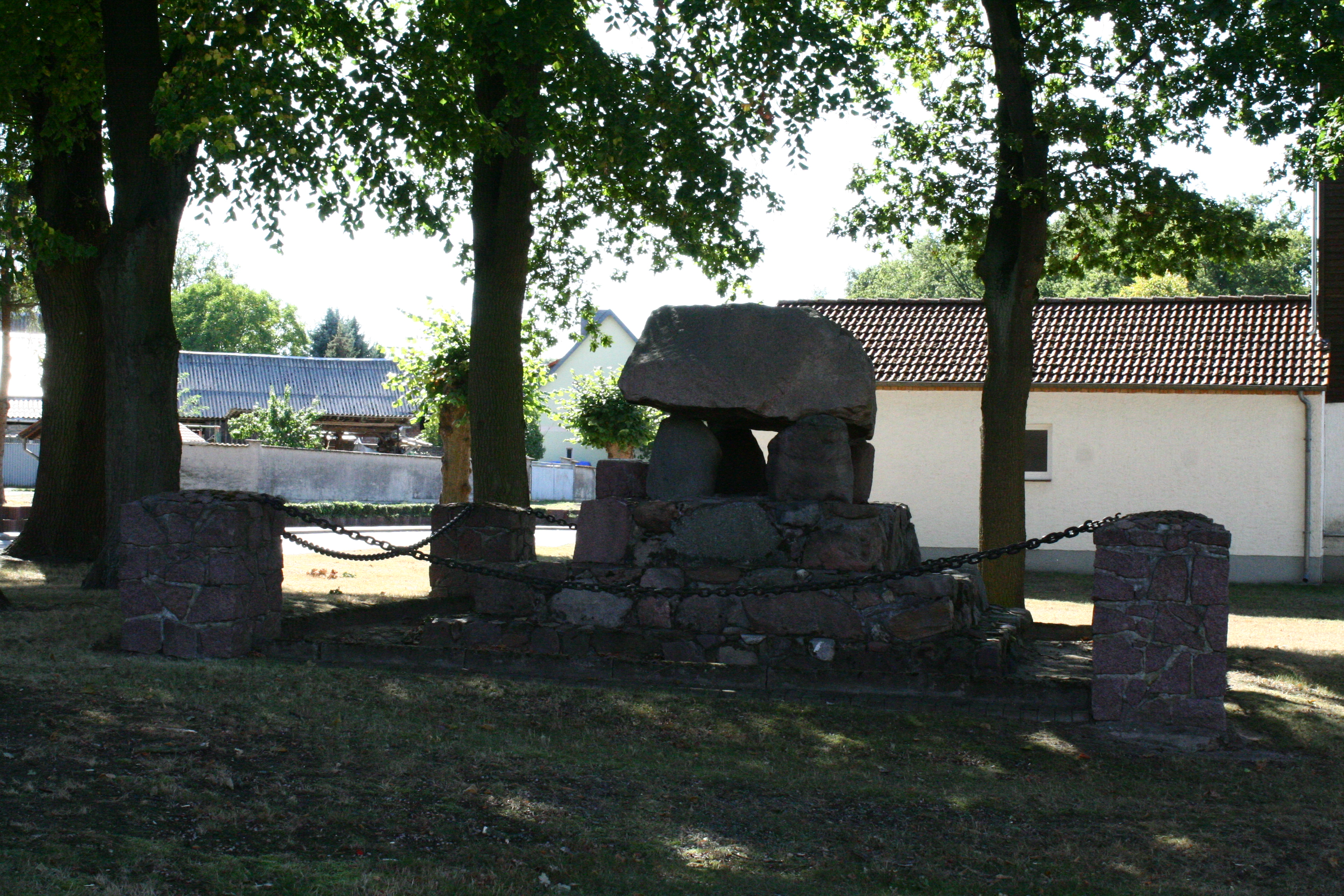
Gefallenendenkmal Bornsen

- Im Monat August findet in Bornsen seit 2009 ein Trecker- und Oldtimertreffen statt.
- Die beiden Großsteingräber bei Bornsen am südlichen und östlichen Ortsrand weisen auf eine frühe Besiedlung schon in der Jungsteinzeit hin.
- In Bornsen steht ein Denkmal für die Gefallenen des Ersten Weltkrieges in Form eines Hünengrabes.[25]
- Der Friedhof liegt im Osten des Ortes.

## Wirtschaft
Im Ort gibt es ein Gasthaus und mehrere kleine Gewerbebetriebe.

## Vereine
- Rassegeflügelzüchterverein Jübar/Bornsen e. V.
- Heimatverein Drebenstedt-Bornsen e. V. mit Sitz in Jübar
- Fußballclub Jübar-Bornsen von 1950 e. V.

## Verkehr
Die Bundesstraße 244 verläuft rund acht Kilometer südwestlich des Dorfes.
Die überregionale Radroute Altmarkrundkurs führt im Westen am Dorf vorbei.

## Sage aus Bornsen
Hanns H. F. Schmidt überlieferte 1994 die Sage „Die Geldkuhle“. Auf dem Weg in Richtung Süden nach Jübars ist linkerhand der Wolfsberg zu sehen, unweit entfernt liegt die Geldkuhle. Zwei Burschen versuchten eines Nachts dort einen Schatz auszugraben. Sie hatten eine schwere Kiste geborgen, als gerade ein glänzender voll beladener Heuwagen auf sie zu rollte. Sie schrieen vor Schreck auf, damit war der Zauber vorüber und der Schatz in der Kiste versank vor ihnen in der Tiefe.